# 400 meter för damer i friidrott vid olympiska sommarspelen 2004
400 m damer vid Olympiska sommarspelen 2004 genomfördes vid Atens Olympiska Stadion mellan 21 och 24 augusti 

## Medaljörer
| Event     | Guld                             | Guld  | Silver             | Silver | Brons                    | Brons |
| 400 meter | Tonique Williams-Darling Bahamas | 49,41 | Ana Guevara Mexiko | 49,56  | Natalja Antiuch Ryssland | 49,89 |

## Resultat
Från de sex kvalheaten gick de två främsta i varje heat samt de två snabbaste tiderna därutöver vidare till semifinal.
Från de tre semifinalerna gick de fyra främsta i vartdera heatet vidare till final.
Alla tider visas i sekunder.

- Q innebär avancemang utifrån placering i heatet.
- q innebär avancemang utifrån total placering.
- DNS innebär att personen inte startade.
- DNF innebär att personen inte fullföljde.
- DQ innebär diskvalificering.
- NR innebär nationellt rekord.
- OR innebär olympiskt rekord.
- WR innebär världsrekord.
- WJR innebär världsrekord för juniorer
- AR innebär världsdelsrekord (area record)
- PB innebär personligt rekord.
- SB innebär säsongsbästa.

### Omgång 1
| Placering | Heat | Idrottare                | Land                  | Tid     | Noteringar |
| --------- | ---- | ------------------------ | --------------------- | ------- | ---------- |
| 1         | 6    | Sanya Richards           | USA                   | 50,11   | Q          |
| 2         | 6    | Christine Amertil        | Bahamas               | 50.23   | Q, PB      |
| 3         | 6    | Christine Ohuruogu       | Storbritannien        | 50.50   | Q, PB      |
| 4         | 4    | Natalja Antiuch          | Ryssland              | 50.54   | Q          |
| 5         | 4    | DeeDee Trotter           | USA                   | 50.56   | Q          |
| 6         | 4    | Novlene Williams         | Jamaica               | 50.59   | Q, PB      |
| 7         | 3    | Natalja Nazarova         | Ryssland              | 50.82   | Q          |
| 8         | 1    | Ana Guevara              | Mexiko                | 50.93   | Q          |
| 9         | 2    | Monique Hennagan         | USA                   | 51.02   | Q          |
| 10        | 6    | Tiandra Ponteen          | Saint Kitts och Nevis | 51.17   | q          |
| 11        | 1    | Lee McConnell            | Storbritannien        | 51.19   | Q          |
| 11        | 3    | Donna Fraser             | Storbritannien        | 51.19   | Q          |
| 13        | 5    | Tonique Williams-Darling | Bahamas               | 51.20   | Q          |
| 14        | 1    | Grażyna Prokopek         | Polen                 | 51.29   | Q, PB      |
| 14        | 2    | Marijana Dimitrova       | Bulgarien             | 51.29   | Q          |
| 16        | 4    | Aliann Pompey            | Guyana                | 51.33   | q          |
| 17        | 5    | Svjatlana Usovitj        | Belarus               | 51.37   | Q          |
| 18        | 2    | Kaltouma Nadjina         | Tchad                 | 51.50   | Q          |
| 19        | 5    | Antonina Jefremova       | Ukraina               | 51.53   | Q          |
| 20        | 3    | Hazel-Ann Regis          | Grenada               | 51.66   | Q          |
| 21        | 1    | Fatou Bintou Fall        | Senegal               | 51.87   | q          |
| 22        | 3    | Estie Wittstock          | Sydafrika             | 51.89   | q          |
| 23        | 5    | Mireille Nguimgo         | Kamerun               | 51.90   | q          |
| 24        | 4    | Egle Uljas               | Estland               | 51.91   | q, NR      |
| 25        | 2    | Nadia Davy               | Jamaica               | 52.04   |            |
| 26        | 2    | Maria Laura Almirao      | Brasilien             | 52.10   |            |
| 27        | 1    | Hortense Bewouda         | Kamerun               | 52.11   |            |
| 28        | 6    | Geisa Aparecida Coutinho | Brasilien             | 52.18   |            |
| 29        | 3    | Amy Mbacke Thiam         | Senegal               | 52.44   |            |
| 30        | 2    | Kirsi Mykkanen           | Finland               | 52.53   |            |
| 31        | 5    | Allison Beckford         | Jamaica               | 52.85   |            |
| 32        | 5    | Sandrine Thiebaud-Kangni | Togo                  | 52.87   |            |
| 33        | 1    | Oksana Luneva            | Kirgizistan           | 52.94   |            |
| 34        | 4    | Svetlana Bodritskaja     | Kazakstan             | 53.35   |            |
| 35        | 6    | Makelesi Bulikiobo       | Fiji                  | 53.58   |            |
| 36        | 3    | Amantle Montsho          | Botswana              | 53.77   | NR         |
| 37        | 3    | Zamira Amirova           | Uzbekistan            | 54.43   |            |
| 38        | 5    | K V Damayanthi Dharsha   | Sri Lanka             | 54.58   |            |
| 39        | 2    | Fanfang Bo               | Kina                  | 56.01   |            |
| 40        | 4    | Shifana Ali              | Maldiverna            | 1:00.92 | NR         |
| 41        | 6    | Salamtou Hassane         | Niger                 | 1:03.28 | NR         |
| 42        | 1    | Ruwida El Hubti          | Libyen                | 1:03.57 | NR         |

### Semifinaler

#### Semifinal 1
| Placering | Idrottare          | Land                  | Tid   | Noteringar |
| --------- | ------------------ | --------------------- | ----- | ---------- |
| 1         | Ana Guevara        | Mexiko                | 50,15 | Q          |
| 2         | Christine Amertil  | Bahamas               | 50.17 | Q, PB      |
| 3         | Sanya Richards     | USA                   | 50.54 | q          |
| 4         | Christine Ohuruogu | Storbritannien        | 51.00 |            |
| 5         | Tiandra Ponteen    | Saint Kitts och Nevis | 51.33 |            |
| 6         | Svjatlana Usovitj  | Belarus               | 51.42 |            |
| 7         | Hazel-Ann Regis    | Grenada               | 51.47 |            |
| 8         | Egle Uljas         | Estland               | 53.13 |            |

#### Semifinal 2
| Placering | Idrottare                | Land           | Tid   | Noteringar |
| --------- | ------------------------ | -------------- | ----- | ---------- |
| 1         | Tonique Williams-Darling | Bahamas        | 50,00 | Q          |
| 2         | DeeDee Trotter           | USA            | 50.14 | Q, PB      |
| 3         | Natalja Nazarova         | Ryssland       | 50.63 | q          |
| 4         | Fatou Bintou Fall        | Senegal        | 51.21 |            |
| 5         | Kaltouma Nadjina         | Tchad          | 51.57 |            |
| 6         | Estie Wittstock          | Sydafrika      | 51.77 |            |
| 7         | Donna Fraser             | Storbritannien | 51.94 |            |
| 8         | Grażyna Prokopek         | Polen          | 51.96 |            |

#### Semifinal 3
| Placering | Idrottare          | Land           | Tid   | Noteringar |
| --------- | ------------------ | -------------- | ----- | ---------- |
| 1         | Monique Hennagan   | USA            | 49,88 | Q          |
| 2         | Natalja Antiuch    | Ryssland       | 50.04 | Q          |
| 3         | Novlene Williams   | Jamaica        | 50.85 |            |
| 4         | Marijana Dimitrova | Bulgarien      | 51.20 | PB         |
| 5         | Aliann Pompey      | Guyana         | 51.61 |            |
| 6         | Antonina Jefremova | Ukraina        | 51.90 |            |
| 7         | Mireille Nguimgo   | Kamerun        | 52.21 |            |
| 8         | Lee McConnell      | Storbritannien | 52.63 |            |

#### Semifinalssummering
| Placering | Heat | Idrottare                | Land                  | Tid   | Noteringar |
| --------- | ---- | ------------------------ | --------------------- | ----- | ---------- |
| 1         | 3    | Monique Hennagan         | USA                   | 49,88 | Q          |
| 2         | 2    | Tonique Williams-Darling | Bahamas               | 50.00 | Q          |
| 3         | 3    | Natalja Antiuch          | Ryssland              | 50.04 | Q          |
| 4         | 2    | DeeDee Trotter           | USA                   | 50.14 | Q, PB      |
| 5         | 1    | Ana Guevara              | Mexiko                | 50.15 | Q          |
| 6         | 1    | Christine Amertil        | Bahamas               | 50.17 | Q, PB      |
| 7         | 1    | Sanya Richards           | USA                   | 50.54 | q          |
| 8         | 2    | Natalja Nazarova         | Ryssland              | 50.63 | q          |
| 9         | 3    | Novlene Williams         | Jamaica               | 50.85 |            |
| 10        | 1    | Christine Ohuruogu       | Storbritannien        | 51.00 |            |
| 11        | 3    | Marijana Dimitrova       | Bulgarien             | 51.20 | PB         |
| 12        | 2    | Fatou Bintou Fall        | Senegal               | 51.21 |            |
| 13        | 1    | Tiandra Ponteen          | Saint Kitts och Nevis | 51.33 |            |
| 14        | 1    | Svjatlana Usovitj        | Belarus               | 51.42 |            |
| 15        | 1    | Hazel-Ann Regis          | Grenada               | 51.47 |            |
| 16        | 2    | Kaltouma Nadjina         | Tchad                 | 51.57 |            |
| 17        | 3    | Aliann Pompey            | Guyana                | 51.61 |            |
| 18        | 2    | Estie Wittstock          | Sydafrika             | 51.77 |            |
| 19        | 3    | Antonina Jefremova       | Ukraina               | 51.90 |            |
| 20        | 2    | Donna Fraser             | Storbritannien        | 51.94 |            |
| 21        | 2    | Grażyna Prokopek         | Polen                 | 51.96 |            |
| 22        | 3    | Mireille Nguimgo         | Kamerun               | 52.21 |            |
| 23        | 3    | Lee McConnell            | Storbritannien        | 52.63 |            |
| 24        | 1    | Egle Uljas               | Estland               | 53.13 |            |

### Final
| Placering | Idrottare                | Land     | Tid   | Noteringar |
| --------- | ------------------------ | -------- | ----- | ---------- |
| 1         | Tonique Williams-Darling | Bahamas  | 49.42 |            |
| 2         | Ana Guevara              | Mexiko   | 49,56 | SB         |
| 3         | Natalja Antiuch          | Ryssland | 49,89 |            |
| 4         | Monique Hennagan         | USA      | 49,97 |            |
| 5         | DeeDee Trotter           | USA      | 50,00 | PB         |
| 6         | Sanya Richards           | USA      | 50,19 |            |
| 7         | Christine Amertil        | Bahamas  | 50,37 |            |
| 8         | Natalja Nazarova         | Ryssland | 50,65 |            |

## Rekord

### Världsrekord
- Marita Koch, DDR - 47,60 - 6 oktober 1985 - Canberra, Australien

### Olympiskt rekord
- Marie-José Pérec, Frankrike – 48,25 - 29 juli 1996 - Atlanta, Georgia, USA

## Tidigare vinnare

### OS
- 1896 – 1960: Inga tävlingar
- 1964 i Tokyo: Betty Cuthbert, Australien, - 52,0
- 1968 i Mexico City: Colette Besson, Frankrike – 52,03
- 1972 i München: Monica Zehrt, DDR – 51,08
- 1976 i Montréal: Irena Szewinska, Polen – 49,28
- 1980 i Moskva: Marita Koch, DDR – 48,88
- 1984 i Los Angeles: Valerie Briscoe-Hooks, USA – 48,83
- 1988 i Seoul: Olga Brizgina, Sovjetunionen – 48,65
- 1992 i Barcelona: Marie-José Pérec, Frankrike – 48,83
- 1996 i Atlanta: Marie-José Pérec, Frankrike – 48,25
- 2000 i Sydney: Cathy Freeman, Australien – 49,11

### VM
- 1983 i Helsingfors: Jarmila Kratochvilova, Tjeckoslovakien – 47,99
- 1987 i Rom: Olga Brizgina, Sovjetunionen – 49,38
- 1991 i Tokyo: : Marie-José Pérec, Frankrike – 49,13
- 1993 i Stuttgart: : Jearl Miles-Clark, USA – 49,82
- 1995 i Göteborg: Marie-José Pérec, Frankrike – 49,28
- 1997 i Aten: Cathy Freeman, Australien – 49,77
- 1999 i Sevilla: Cathy Freeman, Australien – 49,67
- 2001 i Edmonton: Amy Mbacke Thiam, Senegal – 49,86
- 2003 i Paris: Ana Guevara, Mexiko – 48,89